# Lotus 2-Eleven
Der Lotus 2-Eleven (Typ 123) ist ein von April 2007 bis Mitte 2011 gebautes Schwestermodell der Lotus Elise.
Das Fahrzeug wurde von Lotus Sport, der Motorsportabteilung von Lotus Cars Ltd entwickelt, ist hauptsächlich für Hobby-Rennfahrer gedacht und kann für den öffentlichen Straßenverkehr zugelassen werden. Es verfolgt Colin Chapmans Grundidee von „Leistung durch Leichtgewicht“. Leer wiegt er 670 kg und sein  1,8-l-4-Zylinder-Toyota-Motor mit Eaton-M62-Kompressor und Ladeluftkühlung leistet 188 kW (255 PS). Geschaltet wird über das aus dem Lotus Exige bekannte C64-Sechsganggetriebe. Das Leistungsgewicht liegt auf dem Niveau eines Formel-1-Rennwagens der 1960er Jahre. Der Wagen hat kein Dach und nur eine niedrige Frontscheibe. 
Es gibt eine straßenzugelassene und eine rennstreckentaugliche Version. Erstere hat Front- und Heckbeleuchtung, einen Katalysator, einen einfachen Heckflügel und andere für die Zulassung nötige Ausstattungen wie Rückspiegel. Die Rennversion hat ein erweitertes Aerodynamikpaket, bei dem der Heckflügel einen hohem Abtrieb erzeugt, und einen Frontspoiler. Zudem ist der Rennschalensitz der Rennversion von der FIA geprüft. Das Fahrzeug hat als erster Lotus eine mehrstufig verstellbare Antriebsschlupfregelung und ein (optionales) Sperrdifferential an der Hinterachse. Vorne wird eine 2-Kolben-AP-Racing-Bremsanlage verwendet, hinten Einkolbensättel von Brembo. Der Bremsscheibendurchmesser beträgt vorne und hinten 288 mm. Die Bremsanlage arbeitet mit einem von Lotus verbesserten 4-Kanal-Antiblockiersystem. Das Fahrwerk ist mit zweifach verstellbaren Öhlins-Stoßdämpfern ausgestattet und hat vorne einen verstellbaren Stabilisator. Von 0 auf 100 km/h kann der Wagen in 4 s beschleunigen und als Höchstgeschwindigkeit werden vom Werk 241 km/h angegeben. Der 2-Eleven kostet rund 49.000 Euro.

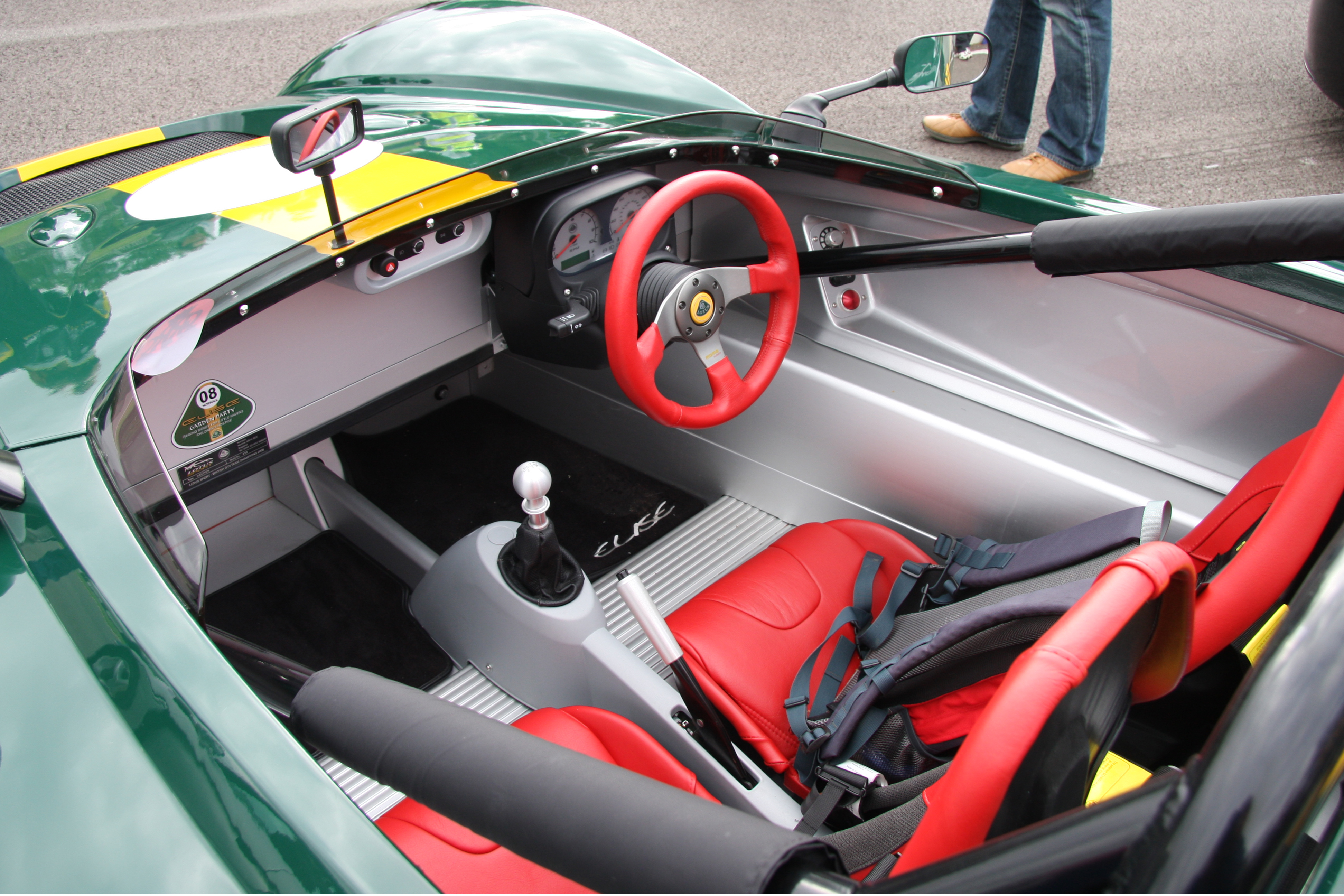
Innenraum des Wagens

Das kleinste Modell (engl. Entry Level) des 2-Eleven wird vom 1,8-l-Toyota-4-Zylinder Saugmotor mit 141 kW (192 PS) angetrieben. In der Basisversion erreicht der 720-Kilogramm-Sportwagen eine Höchstgeschwindigkeit von 225 km/h. Der Sprint auf Tempo 100 dauert 4,5 Sekunden. Um diese Zeit um 0,5 Sekunden zu verringern, kann man das Supercharger-Paket ordern, das den stärkeren Motor (255 PS) enthält. Damit ist eine Höchstgeschwindigkeit von 241 km/h möglich. Ergänzend wird ein Sportpaket mit Sportfahrwerk, größeren Bremsscheiben und Sieben-Speichen-Rädern angeboten. Ein Heckflügel aus kohlenstofffaserverstärktem Kunststoff und breiterer Frontspoiler ist im Aero Pack erhältlich. Zusätzlich sind weitere Pakete erhältlich.
Der Nachfolger Lotus 3-Eleven wurde von März 2016 bis Sommer 2018 angeboten.